# Erythrastrea
Erythrastrea is een geslacht van neteldieren uit de klasse van de Anthozoa (bloemdieren).

## Soorten
- Erythrastrea flabellata Pichon, Scheer & Pillai, 1983
- Erythrastrea wellsi (Ma, 1959)